# Champorcher
Champorcher (pronuncia francese /ʃɑ̃pɔʁʃe/ ; Tsampourtsé in patois valdostano; Tsampourtséi nell'uso locale) è un comune italiano sparso di 365 abitanti della Valle d'Aosta.

## Geografia fisica

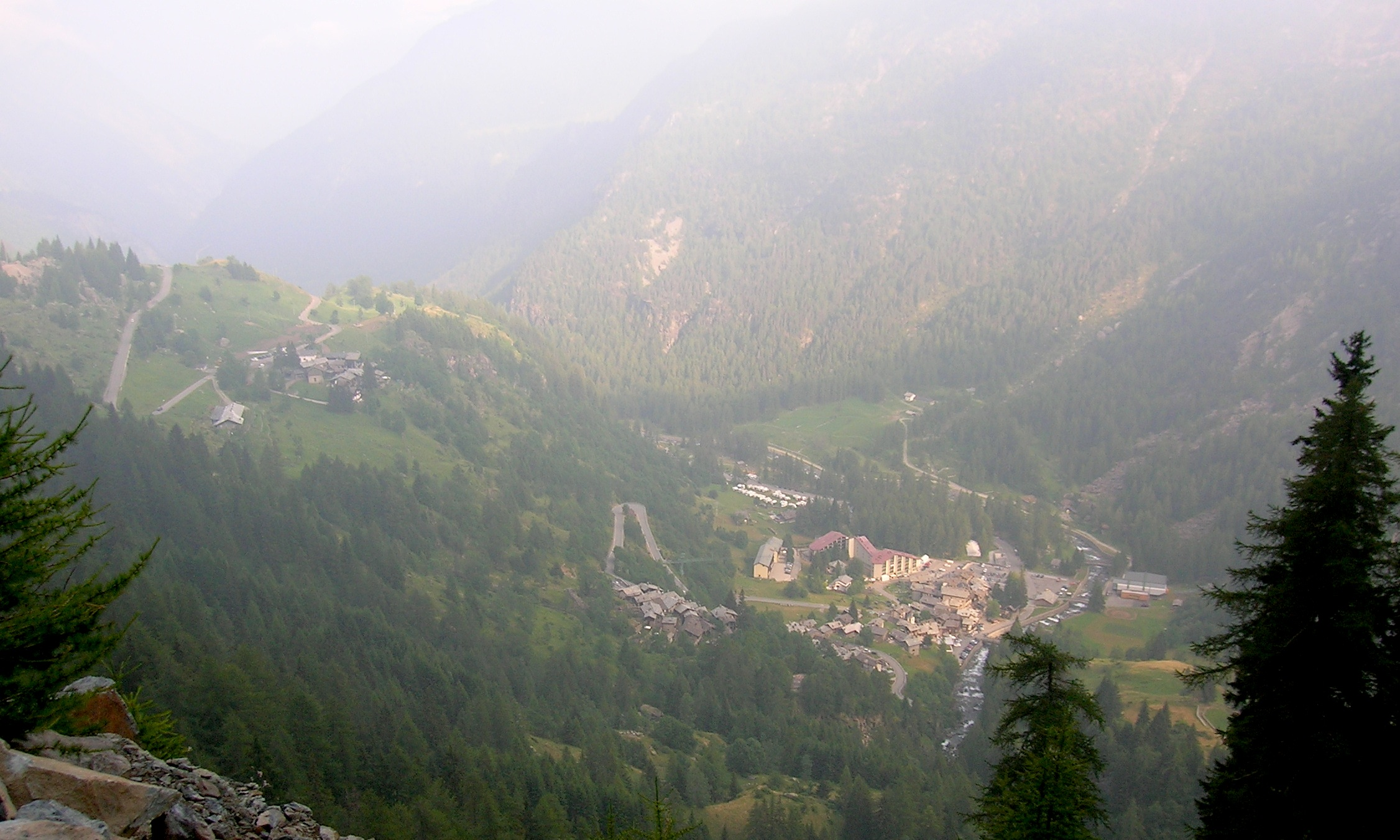
Il villaggio di Chardonney

### Territorio
È posizionato alla testata della valle omonima, di cui è il comune principale. È bagnato dalle acque del torrente Ayasse.
- Classificazione sismica: zona 4 (sismicità molto bassa)[4]

## Origini del nome
Secondo la tradizione religiosa locale, il toponimo deriverebbe da un leggendario san Porzio o Porciero (Porcier in francese), soldato della Legione Tebea, che, scampato al massacro, si sarebbe recato nella valle di Champorcher a predicare il Vangelo. Il toponimo Champorcher significherebbe allora Campo di Porcier.
Il toponimo fu italianizzato in Campo Laris durante il fascismo dal 1939 al 1945.

## Storia

### Simboli
Lo stemma e il gonfalone municipale sono stati concessi con decreto del presidente della Repubblica del 19 dicembre 1988.
(D.P.R. n. 276 del 19 dicembre 1988)
I barbi su campo azzurro seminato di crocette sono l'emblema degli antichi signori di Bard che condivisero per quasi un trentennio, la giurisdizione sul territorio di Champorcher con i signori di Pont-Saint-Martin. Successivamente i Savoia mantennero la signoria diretta su questo territorio fino al 1682, quando la famiglia Freydoz acquisì la signoria di Champorcher, eretta poi a baronia nel 1746 a favore di Jean-Nicolas Freydoz. La prima partizione e il capo dello stemma comunale riproducono il blasone dei Freydoz (d'azzurro, alla torre d'argento murata di nero; al capo d'argento, caricato di tre tortelli di rosso, ordinati in fascia). La torre simboleggia anche quella che fu costruita nel 1320 dai Savoia sui resti dell'antica casa forte dei signori di Bard.
Il gonfalone è un drappo partito di rosso e di nero.

## Monumenti e luoghi d'interesse

### Architetture religiose
- La chiesa parrocchiale di San Nicola del 1728[10]
- Santuario della Madonna delle Nevi (Notre-Dame-des-Neiges) nei pressi del lago Misérin[11]

Si contano inoltre numerose cappelle:
- Cappella della Madonna delle Grazie, san Pantaleone, Madonna del Carmine, fraz. Chardonney
- cappella di Santa Maria Maddalena, fraz. Vigneroise
- Cappella della Vergine Immacolata, fraz. Petit-Rosier
- Cappella del Santo Sudario e di San Marco, a Grand-Mont-Blanc
- Cappella di San Rocco (già San Pietro in Vincoli) al Grand Rosier, fraz. Grand-Rosier
- Cappella della Madonna della Mercede e dei Santi Anna e Gioachino, a Plan-Fenêtre
- Cappella della Madonna di Oropa, fraz. Coudreyt
- Cappella dell'Addolorata, San Rocco e Notre Dame de la Salette, fraz. Verannaz
- Cappella dell'Esaltazione della Santa Croce e Notre Dame de la Salette, loc. Échelly
- Cappella della natività della Vergine, fraz. Outre-l'Ève
- Cappella di San Rocco, Fabiano e Sebastiano, fraz. Mellier
- Cappella di S. Giovanni davanti alla Porta Latina, fraz. Salleret

### Architetture civili
- Nei pressi degli impianti di risalita in località Chardonney, sulla destra orografica del torrente Ayasse, è allestito il percorso attrezzato (Parcours découverte) del Bois de Chardonney.[13]
- A Chardonney, la casa Thomas, tipico esempio di architettura rurale tradizionale al cui interno è allestito l'Ecomuseo della canapa. Nei pressi si trova un mulino ad acqua un tempo usato per la macinazione dei cereali.[14]
- A Mellier, la casa medievale[15]

### Architetture militari
- Sopra ad un promontorio nei pressi della chiesa parrocchiale sorge il Castello di Champorcher, eretto durante il medioevo dalla famiglia di Bard

### Aree naturali
- Parco naturale del Mont Avic
- Le Gouilles du Pourtset: un orrido facente parte del "Percorso degli orridi" che attraversa i quattro comuni di Pontboset (Orrido di Ratus), Champorcher, Fontainemore (Gouffre de Guillemore) e Hône (le goye di Hône).
- Gli Ambienti d'alta quota del vallon de l'Alleigne, sito di interesse comunitario

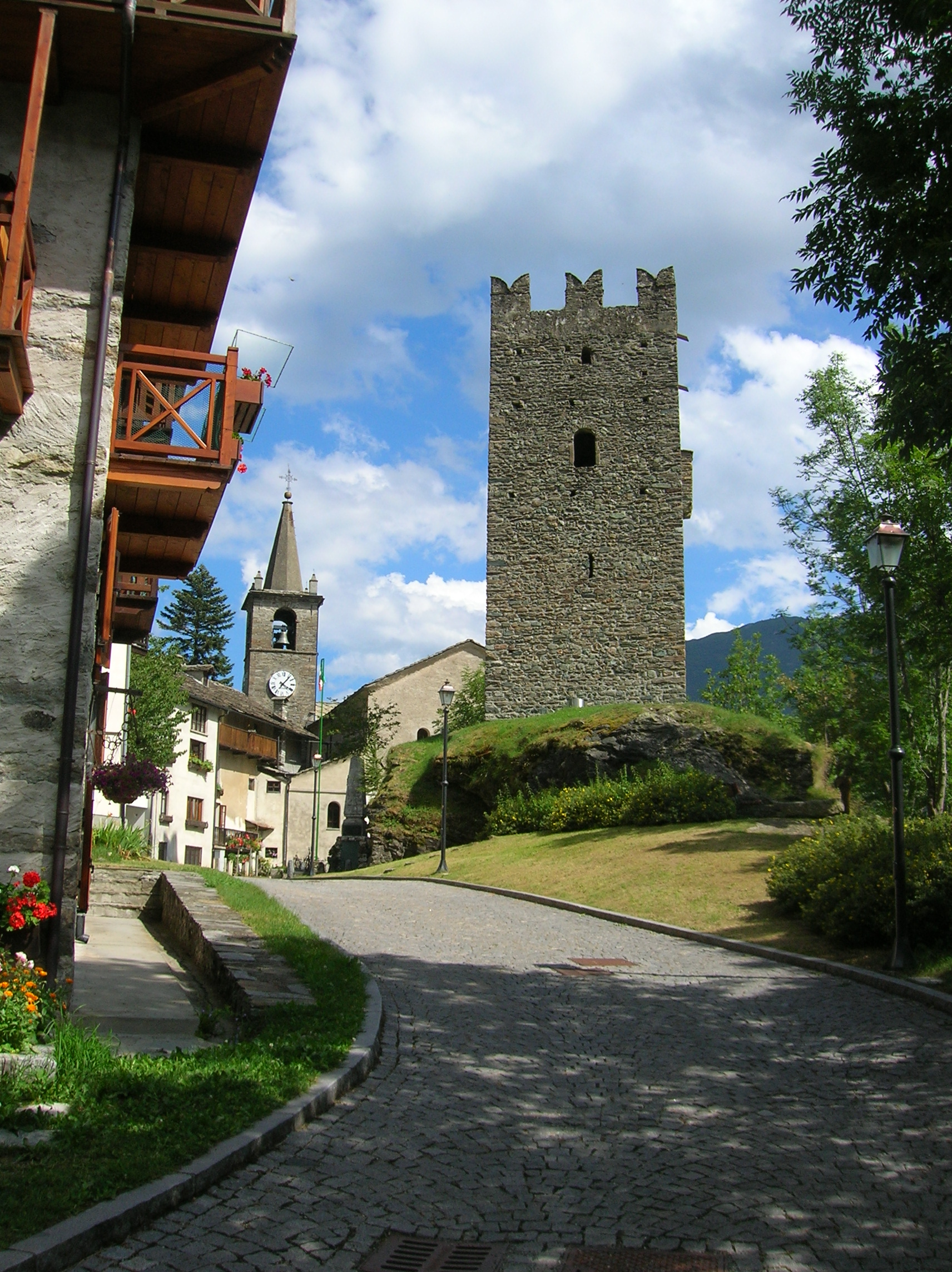
Il Castello di Champorcher
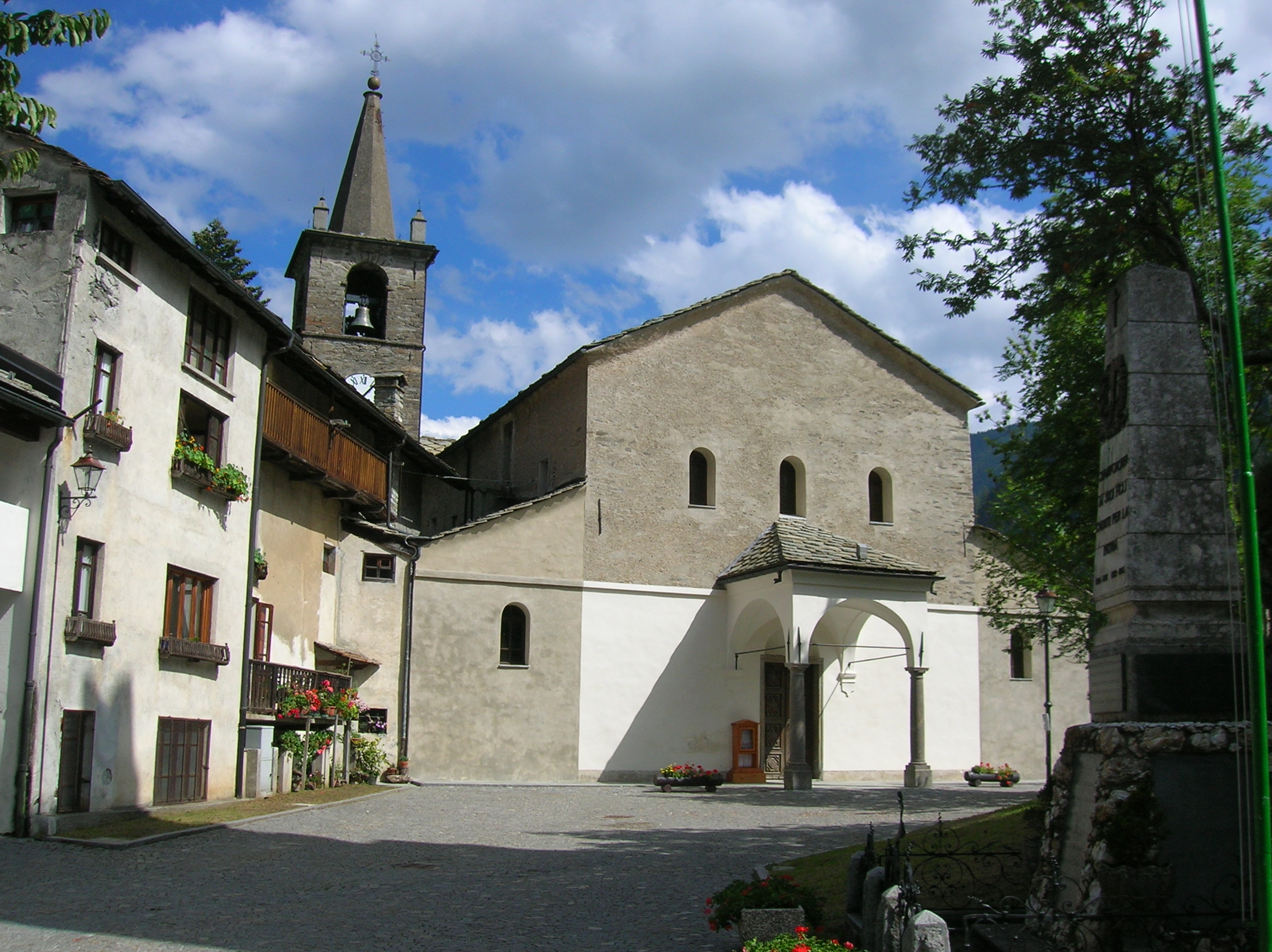
La chiesa parrocchiale di San Nicola
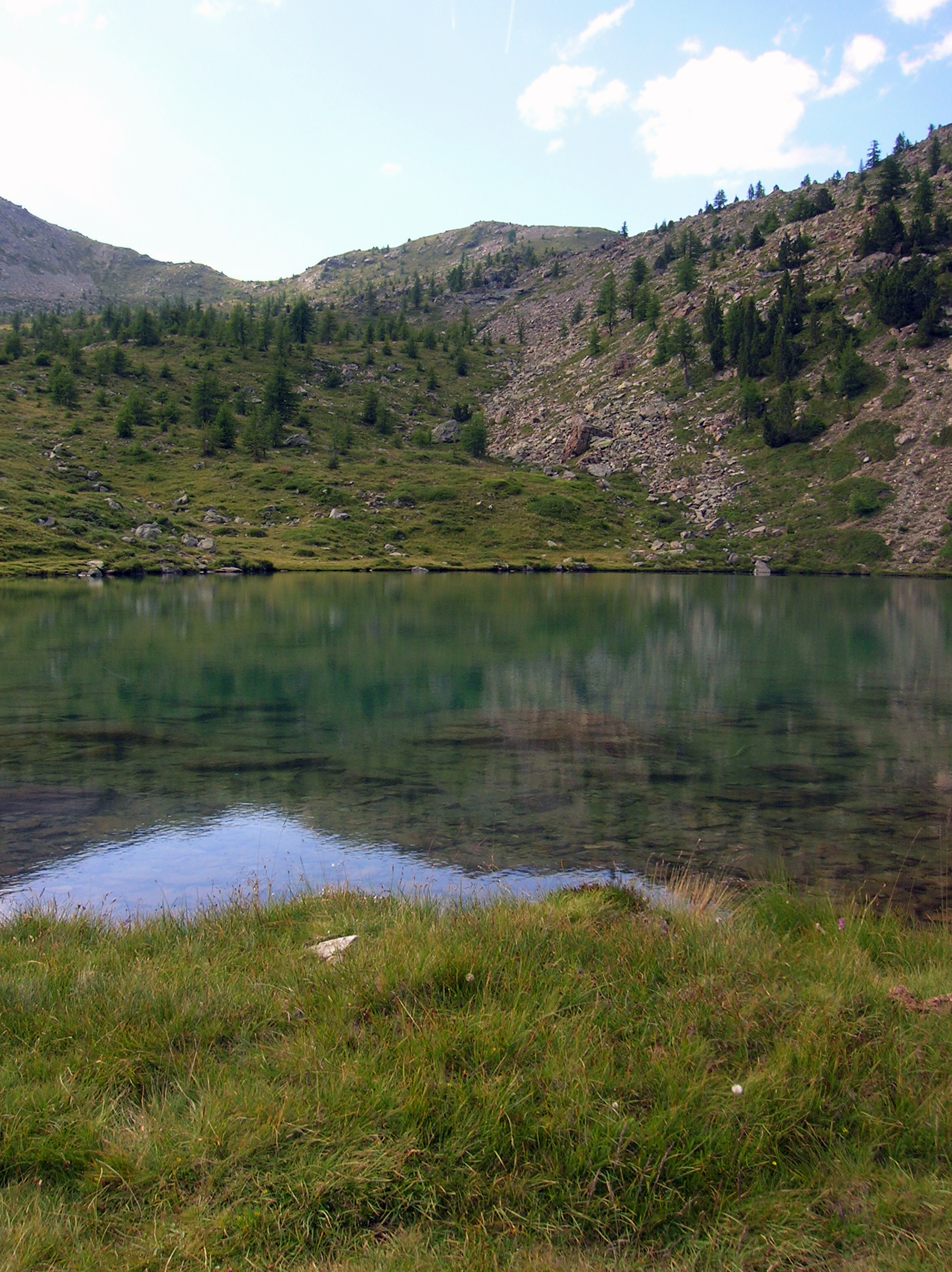
Il Lago Muffé
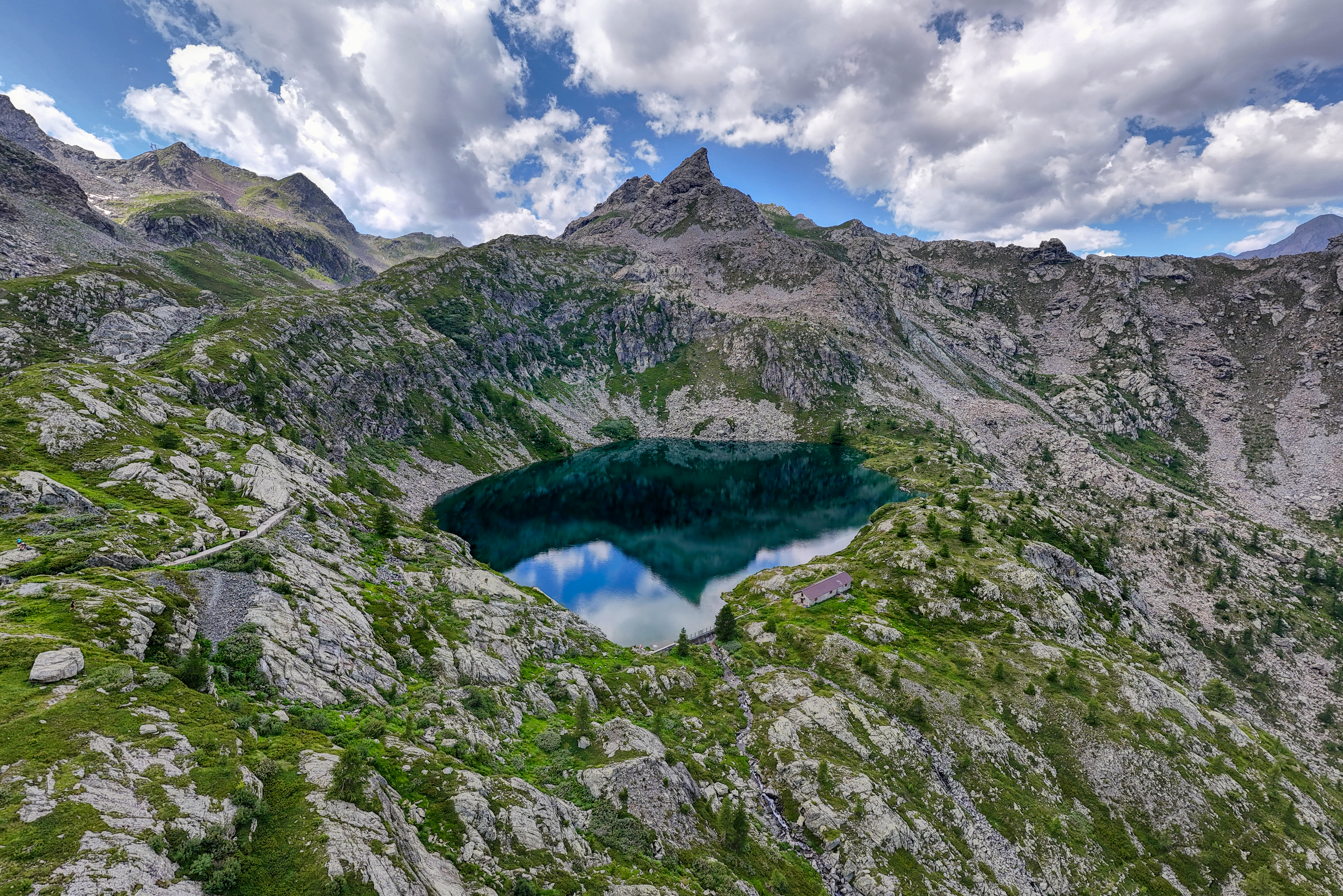
Il Lago di Vercoche
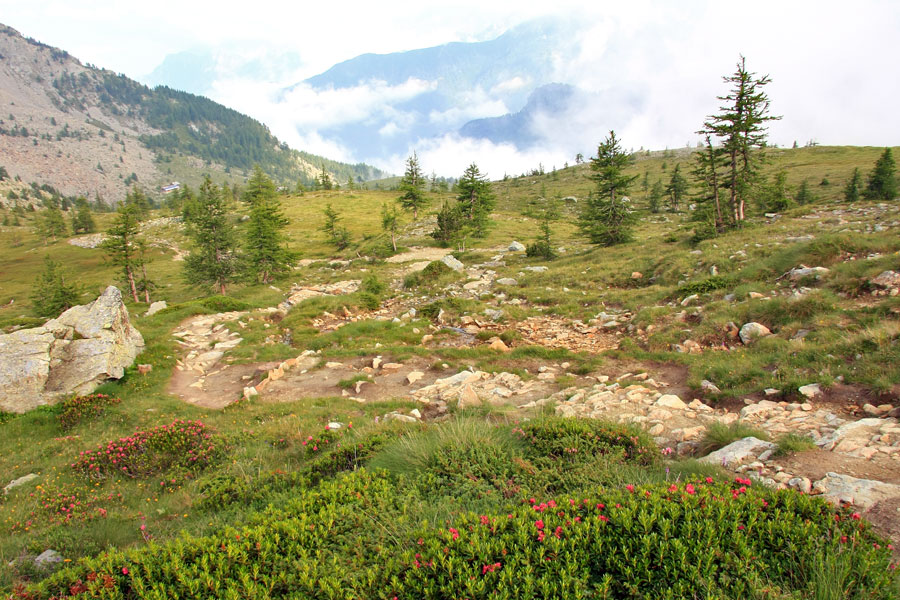
Il Parco naturale del Mont Avic

## Società

### Evoluzione demografica
Abitanti censiti

## Cultura

### Istruzione

#### Biblioteche
In frazione Château ha sede la biblioteca comunale.

#### Musei
In località Chardonney è presente l'Ecomuseo della canapa con la mostra permanente sulla lavorazione della canapa.
In Località Château si trova invece il centro visitatori del parco regionale del Mont Avic.

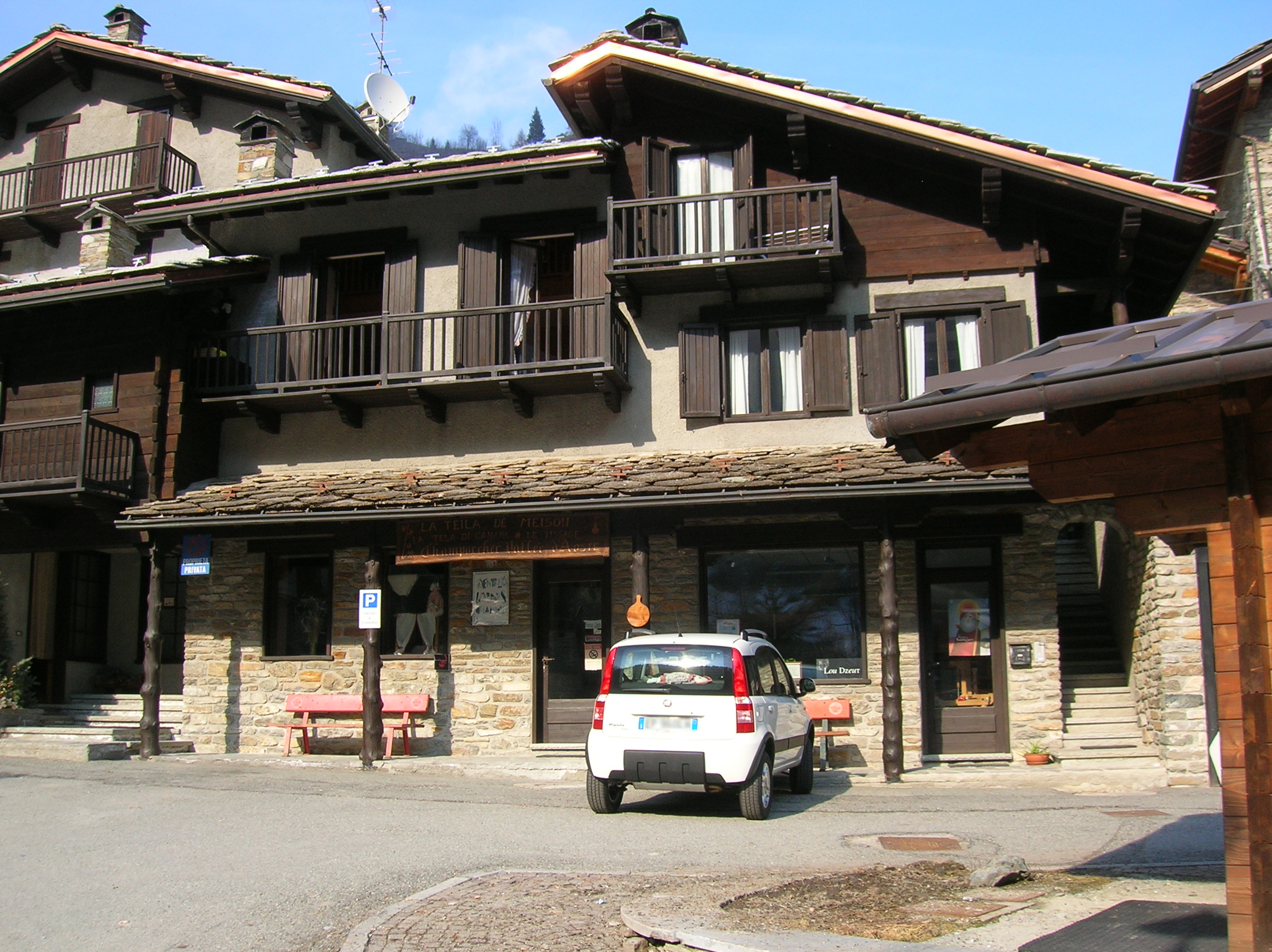
La sede della cooperativa Lou Dzeut, che porta avanti la tessitura tradizionale al telaio
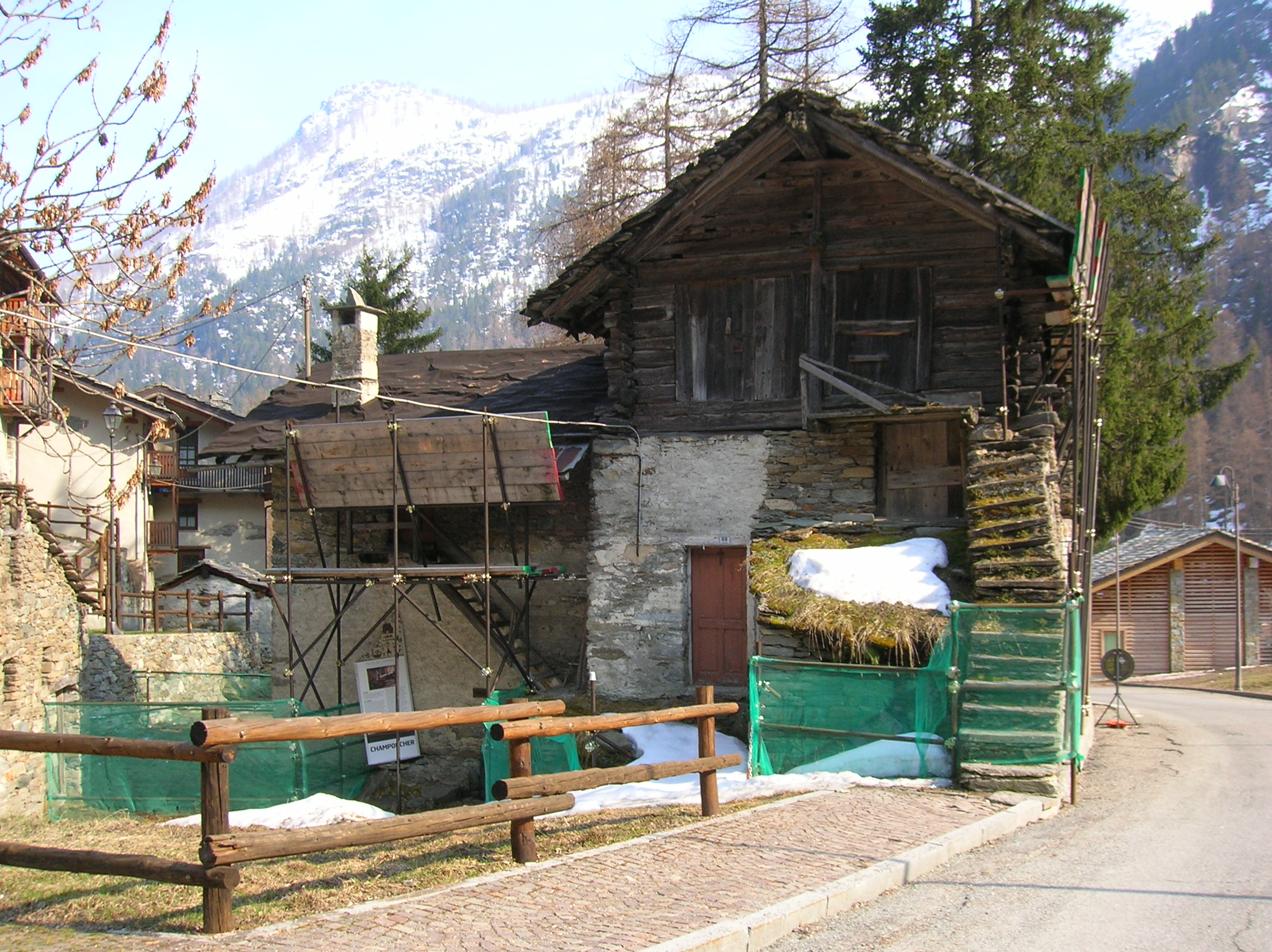
L'Ecomuseo della canapa a Chardonney.
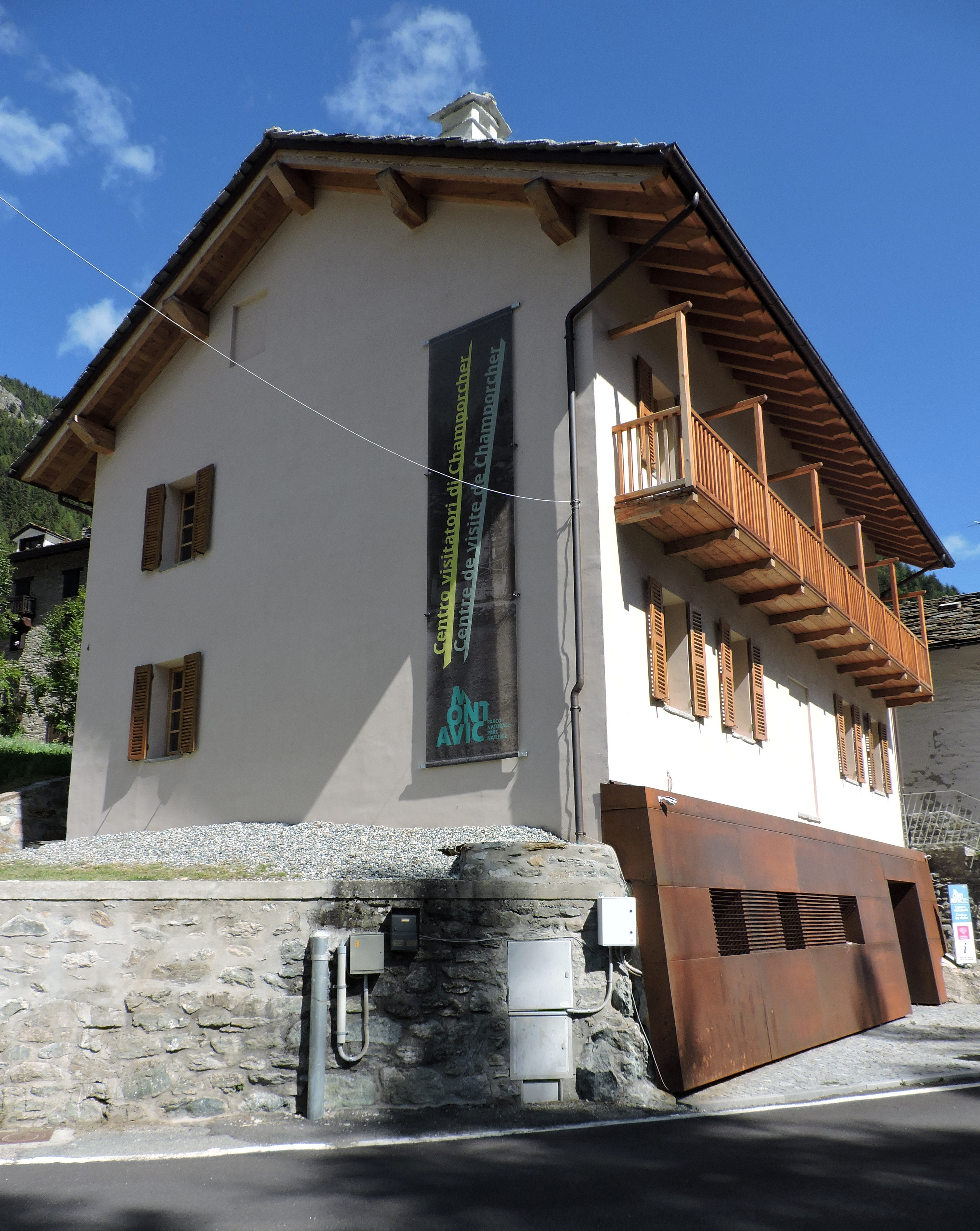
Centro visite del Parco Naturale del Mont Avic

#### Eventi
Il 5 agosto di ogni anno si effettua il pellegrinaggio al santuario della Madonna delle Nevi (in francese, Sanctuaire Notre-Dame-des-Neiges), vicino al lago Misérin.

## Economia

### Artigianato
Per quanto riguarda l'artigianato, importante è la lavorazione del legno finalizzata alla realizzazione di vari oggetti, tra i quali collari per il bestiame.

## Amministrazione

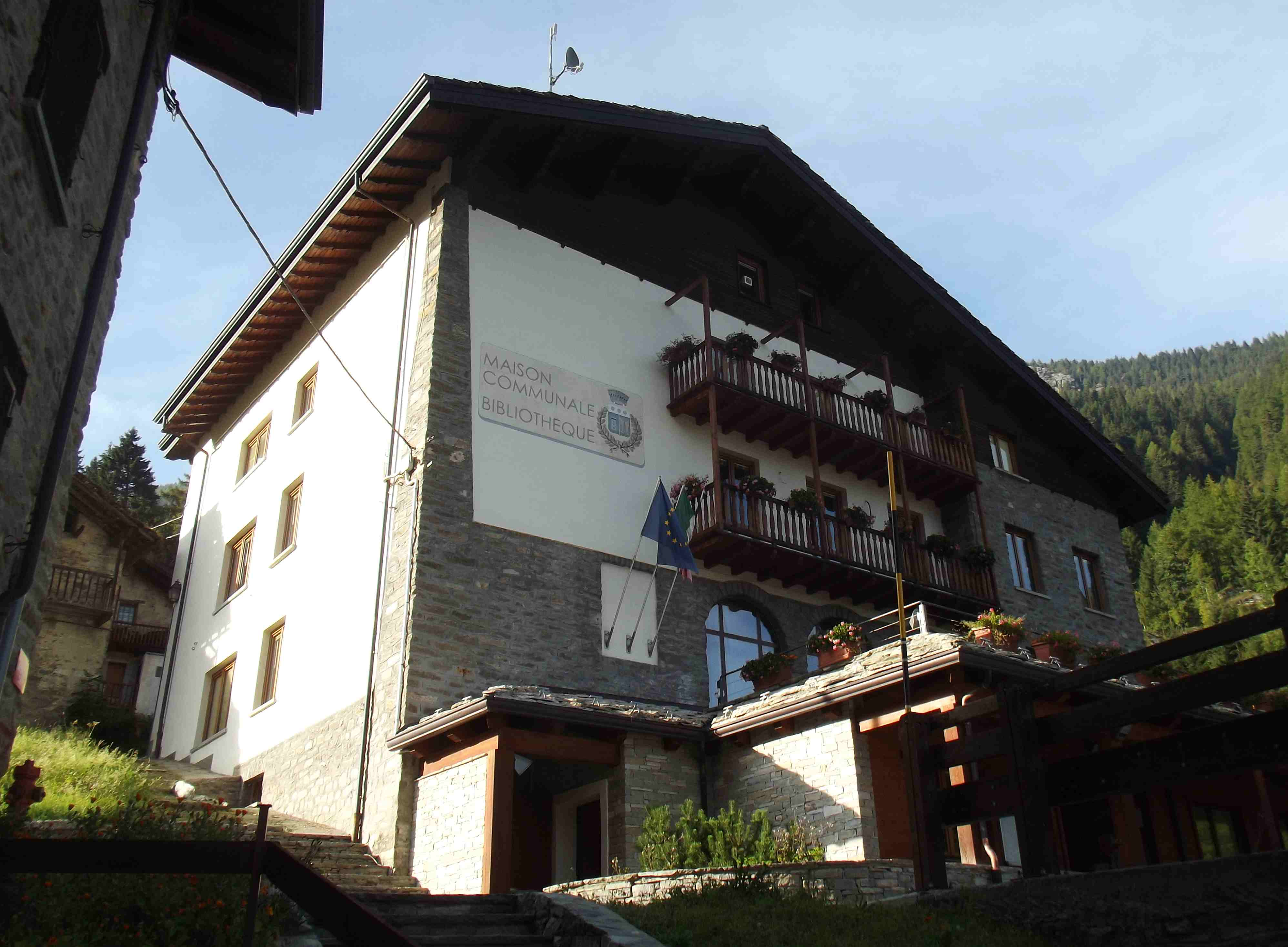
Il municipio

Fa parte dell'Unité des Communes valdôtaines Mont-Rose.
Di seguito è presentata una tabella relativa alle amministrazioni che si sono succedute in questo comune.
| Periodo          | Periodo         | Primo cittadino       | Partito          | Carica  | Note   |
| ---------------- | --------------- | --------------------- | ---------------- | ------- | ------ |
| 19 dicembre 1987 | 17 maggio 1990  | Celestino Savin       | Union Valdôtaine | Sindaco | [ 19 ] |
| 17 maggio 1990   | 29 maggio 1995  | Celestino Savin       | -                | Sindaco | [ 19 ] |
| 29 maggio 1995   | 8 gennaio 1999  | Pierino Danna         | lista civica     | Sindaco | [ 19 ] |
| 9 gennaio 1999   | 8 maggio 2000   | Pasqualino Costabloz  | lista civica     | Sindaco | [ 19 ] |
| 8 maggio 2000    | 9 maggio 2005   | Celestino Savin       | lista civica     | Sindaco | [ 19 ] |
| 9 maggio 2005    | 24 maggio 2010  | Celestino Savin       | lista civica     | Sindaco | [ 19 ] |
| 24 maggio 2010   | 11 maggio 2015  | Mario Valerio Gontier | lista civica     | Sindaco | [ 19 ] |
| 20 maggio 2015   | 1º ottobre 2018 | Alessandro Glarey     |                  | Sindaco | [ 19 ] |
| 17 ottobre 2018  | in carica       | Alice Chanoux         |                  | Sindaco | [ 19 ] |

## Filmografia
- Champorcher di Stefano Viaggio, RAI Valle d'Aosta, 1986